# Belino
Belino il Grande (fl. IV secolo a.C.) fu un leggendario re dei Britanni di cui parla Goffredo di Monmouth nella sua Historia Regum Britanniae.

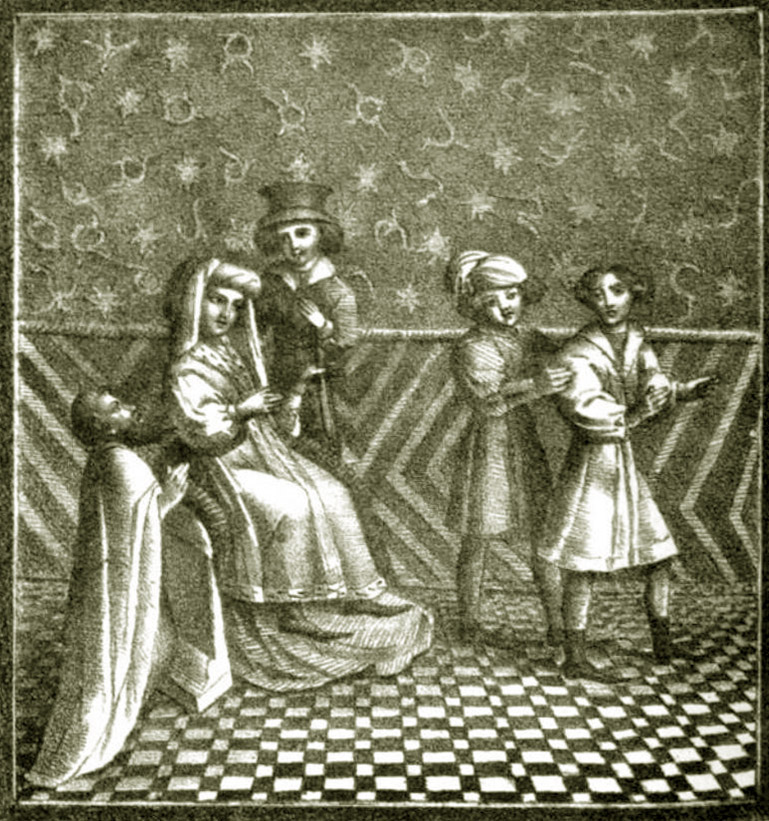
Belino e Brennio sono riconciliati dalla madre, litografia, XIX secolo

Era figlio di Dunvallo Molmuzio e fratello di Brennio. Prende forse il nome dall'antico dio celtico Beleno.

## La storia secondo Goffredo di Monmouth
Alla morte del padre, tra i due fratelli scoppiò la guerra civile, per stabilire a chi dovesse andare la corona. Dopo molte battaglie gli amici dei due fratelli riuscirono a far raggiungere ai due un compromesso: Belino divenne sovrano dei Britanni e Brennio della parte settentrionale dell'isola.
Cinque anni dopo Brennio sposò la figlia del re di Norvegia senza consultare Belino, che allora invase il Northumberland e conquistò le terre di Brennio. Il re di Danimarca approdò per sbaglio con la nuova moglie di Brennio in Britannia. Belino li imprigionò e attese il ritorno del fratello. Brennio approdò ad Alba e chiese la restituzione della sua sposa, ma senza ottenerla.
I due eserciti si scontrarono nelle foreste di Calaterium e la vittoria arrise a Belino. Brennio fuggì allora in Gallia e Belino divenne sovrano di tutta l'isola, regnando con giustizia in base alle Leggi molmutine che erano state create dal padre.
Alla fine Brennio invase la Britannia con un grande esercito gallico e si scontrò di nuovo col fratello, ma la madre convinse Brennio a fare pace e i due fratelli regnarono sui loro due reami in armonia e coi loro eserciti uniti invasero la Gallia, sottomettendo dopo un anno di guerra i regni dei Franchi. A questo punto Belino invase l'Italia e giunse alle porte di Roma, i cui consoli offrirono ricchezze, ostaggi e un tributo per ottenere la pace che fu concessa da Belino e Brennio, che a questo punto guidarono la loro armata in Germania.
Ma subito dopo Roma ruppe il trattato: Brennio mosse guerra ai romani mentre Belino restò a guerreggiare contro i germani (che erano aiutati da diverse truppe italiche). Dopo la partenza di Brennio i rinforzi italici che aiutavano i germani li abbandonarono nell'inutile tentativo di unirsi ai romani. Furono però attaccati e rovinosamente sconfitti dalle armate di Belino. I due fratelli posero allora l'assedio a Roma, che cadde dopo una strenua resistenza. A questo punto Belino lasciò il fratello in città e se ne tornò in Britannia.
Belino regnò pacificamente, costruendo e restaurando nuove e vecchie città, come Kaerusc (Caerleon). Continuò a utilizzare le leggi paterne, creandone anche di nuove. La Britannia divenne molto più ricca di quanto fosse mai stata prima.
Quando Belino alla fine morì, fu cremato. Gli successe il figlio Gurguit Barbtruc.